# Mykola Lyssenko

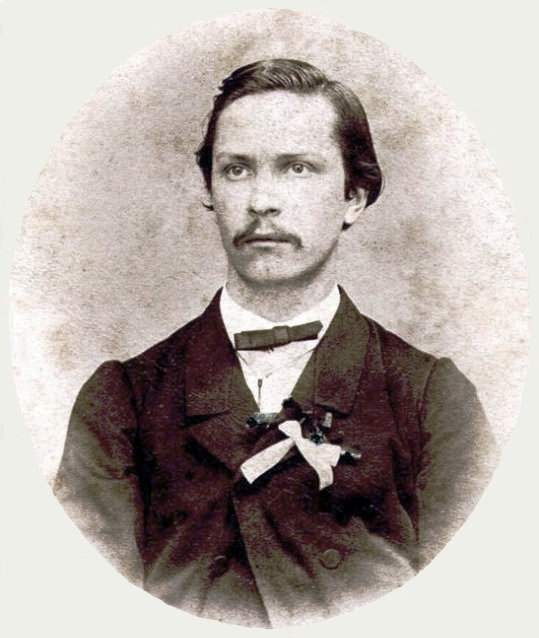
Mykola Lyssenko (1869)

Mykola Witalijowytsch Lyssenko (ukrainisch Микола Віталійович Лисенко, wiss. Transliteration Mykóla Vitálijovyč Lýsenko, russisch Николай Витальевич Лысенко Nikolai Witaljewitsch Lysenko; * 10. Märzjul. / 22. März 1842greg. in Grinki bei Krementschuk, Gouvernement Poltawa, Russisches Kaiserreich; † 24. Oktoberjul. / 6. November 1912greg. in Kiew, Russisches Kaiserreich) war ein ukrainischer Komponist, Pianist und Dirigent.

## Leben und Wirken
Lyssenko wuchs in einer Familie auf, die zur ukrainischen Erbaristokratie gehörte. Sein Vater, Witali Romanowitsch Lyssenko, war ein Oberst des russischen kaiserlichen Kürassierregiments. Die Mutter von Mykola Lyssenko unterrichtete ihn französisch und der russische Dichter Afanassi Fet unterrichtete ihn in Russisch.
Lyssenko studierte an der Charkower Universität Biologie, gleichzeitig nahm er privaten Musikunterricht. Das Biologiestudium setzte er an der Kiewer Universität fort und beendete es 1865. Ab dieser Zeit begann Mykola ukrainische Volkslieder zu sammeln und zu harmonisieren. Als Stipendiat der russischen Musikgesellschaft studierte er 1867 bis 1869 Musik am Konservatorium Leipzig.

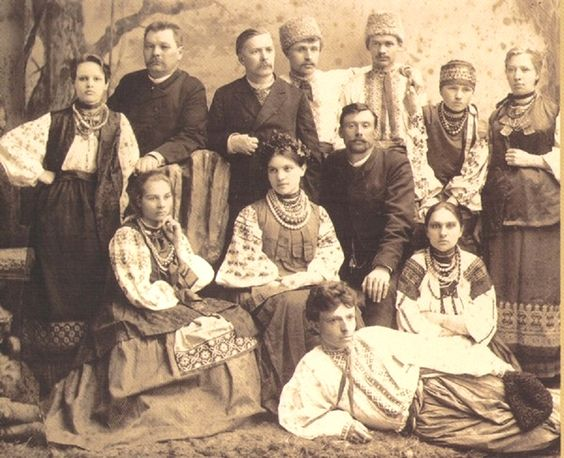
Marko Kropywnyzkyj, Mykola Lyssenko und Mykola Sadowskyj unter den Mitgliedern von Lyssenkos Kiewer Amateurchor, 1888

Mitte der 1870er-Jahre kam Lyssenko nach Sankt Petersburg, um bei Nikolai Rimski-Korsakow zu studieren. Seine offen deklarierte Anhänglichkeit zur ukrainischen Kultur brachte ihm oft Schikanen. Er unterstützte die Russische Revolution von 1905 und kam 1907 ins Gefängnis. 1904 gründete Lyssenko in Kiew seine eigene Schule (seit 1913 „Lyssenko-Schule“). 1908 wurde er zum Vorsitzenden des Ukrainischen Klubs in Kiew gewählt. 

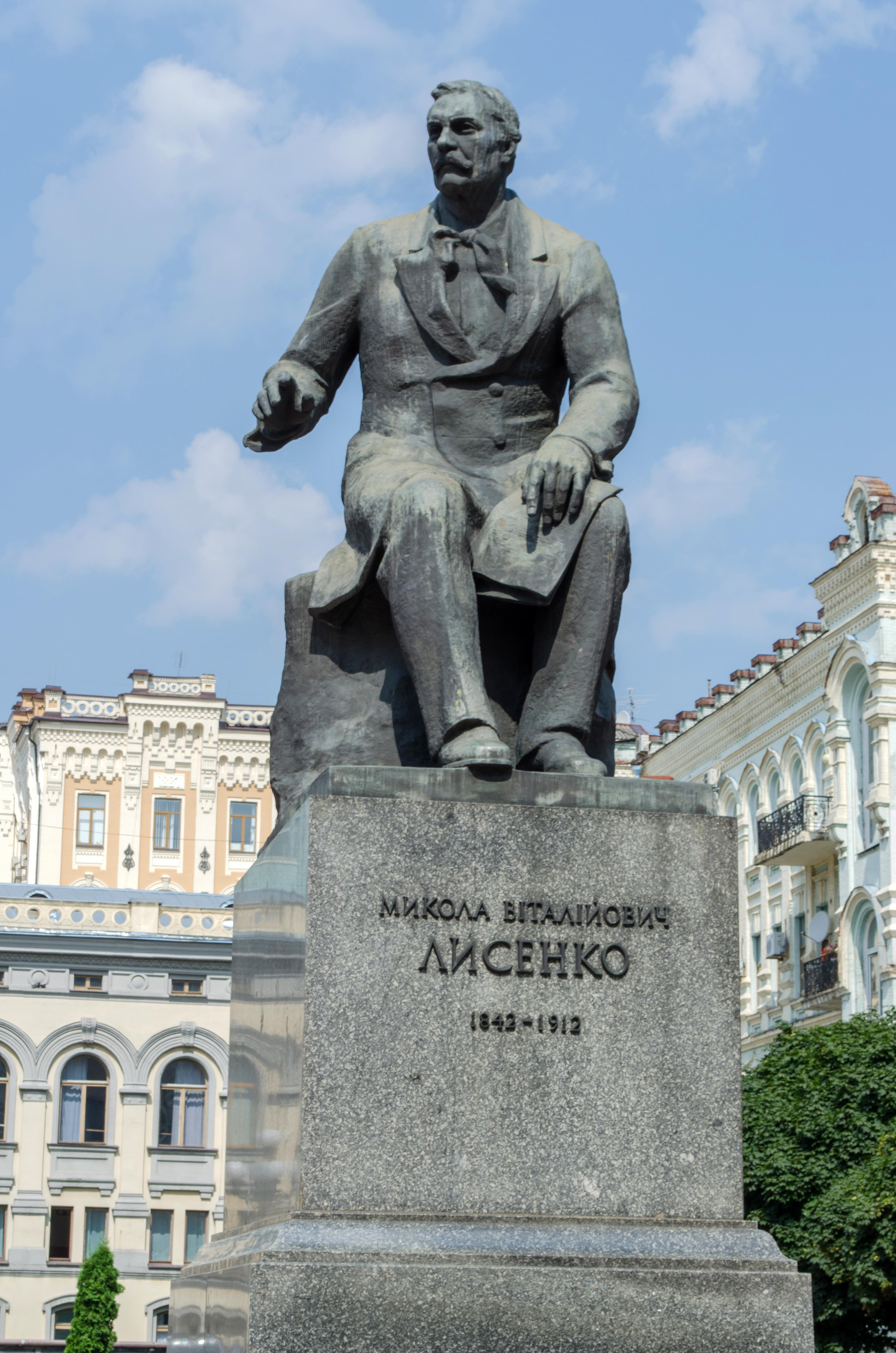
Denkmal für Mykola Lyssenko vor dem Opernhaus in Kiew

Er starb 1912 in Kiew und wurde dort auf dem Baikowe-Friedhof beerdigt.
Die Oper Taras Bulba nach Nikolai Gogol mit ukrainischem Libretto von Mychajlo Staryzkyj gefiel Peter Tschaikowski, weshalb er sie in Moskau aufführen wollte. Lyssenko stellte jedoch die Bedingung, dass die Aufführung in ukrainischer Sprache erfolgen solle.
Seine Oper Natalka-Poltawka entstand als Vertonung der Erzählung von Iwan Kotljarewskyj. Insgesamt komponierte Lyssenko neun Opern und drei Kinderopern (alle drei Libretti von Dniprowa Tschajka) und viele Lieder zu den Texten von Heinrich Heine in ukrainischen Übersetzungen sowie ukrainischer Dichter. Die Vertonung von Gedichten Taras Schewtschenkos nahm einen besonderen Platz in seinen Werken ein. Insbesondere Schewtschenkos Gedichtsammlung Kobsar faszinierte ihn, sodass er zu insgesamt 82 Texten von Schewtschenko die Musik komponierte.
Lyssenko beschäftigte sich wissenschaftlich mit der Volksmusik von ukrainischen Wandermusikanten, wie Ostap Weressai, Pawlo Bratytsia und Opanas Slastion, sowie mit ukrainischen Musikinstrumenten. Lyssenko auch schrieb Melodie und Chorsatz des Gebet für die Ukraine, ein patriotisches Lied.
Am 16. Juni 2019 wurde in Leipzig eine Gedenktafel für Mykola Lysenko in der Nürnberger Straße 16 an jenem Haus enthüllt, in dem er während seines Studiums lebte.

## Familie
Lyssenko war der Vetter und Schwager des Kulturaktivisten und Schriftstellers Mychajlo Staryzkyj. Seine beiden Nichten und eine Großnichte wurden als Vertreterinnen der „hingerichteten Wiedergeburt“ (ukrainisch Розстріляне відродження) Opfer des stalinistischen Terrors:
- Ljudmyla Staryzka-Tschernjachiwska (1868–1941) Schriftstellerin, Tod während der Deportation
- Oksana Steschenko (1875–1942) Schriftstellerin, Tod im Gulag.
- Weronika Tschernjachiwska (Вероні́ка Олекса́ндрівна Черняхі́вська, 1900–1938) Dichterin, hingerichtet.
- Sein Sohn Ostap (1885–1968) war ein Musikwissenschaftler. Schrieb u. a. „Erinnerungen an M. Lyssenko“.[8]
- Dessen Tochter Ariadna ("1921) Pianistin[9]

Weitere Linie:
- Tochter Marjana (1887–1946) Pianistin[10]
- Deren Sohn Witali (1941–1999?)[11] und
- Enkel Mykola (* 1971) sind Dirigenten[12].

## Werke (Auswahl)
Oper:
- Andrassyada // Андрашіада, Libretto von Mychajlo Staryzkyj und Mychajlo Drahomanow, 1866–77
- Schwarzmeer // Чорноморці, Libretto von Mychajlo Staryzkyj nach dem Stück von Jakiw Kucharenko, 1872
- Weihnachtsabend // Різдвяна ніч, Libretto von Mychajlo Staryzkyj nach der Erzählung von Nikolai Gogol, 1874
- Die Ertrunkene  // Утоплена, Libretto von Mychajlo Staryzkyj nach der Erzählung von Nikolai Gogol Eine Mainacht oder Die Ertrunkene, 1883
- Natalka Poltawka, Drama von Iwan Kotljarewskyj, 1889
- Taras Bulba, Libretto von Mychajlo Staryzkyj nach der Erzählung von Nikolai Gogol, 1890
- Hexe // Відьма, Text von Ljubow Janowska, 1901
- Sappho // Сапфо, Libretto von Ljudmyla Staryzka-Tschernjachiwska, 1896–1904
- Enejida, Libretto von Mykola Sadowskyj nach Iwan Kotljarewskyj, 1910
- Nocturne // Ноктюрн,  Opernminiatur, Libretto von Ljudmyla Staryzka-Tschernjachiwska 1912

Kinderoper:
- Koza-dereza // Коза-Дереза, Libretto von Dniprowa Tschajka,1888
- Herr Kotsky // Пан Коцький, Libretto von Dniprowa Tschajka, 1891
- Winter und Frühling, oder das Schneemädchen // Зима і Весна, або Снігова краля, Libretto von Dniprowa Tschajka, 1892

Musik für Theaterstücke:
- Zauberhafter Traum // Чарівний сон, Text von Mychajlo Staryzkyj, 1894
- Die letzte Nacht // Остання ніч, Text von Mychajlo Staryzkyj, 1899

Kantaten:
- Die Schwellen brechen auf // Б'ють пороги, nach Worten von Taras Schewtschenko, 1878
- Freue dich, ungepflügtes Feld // Радуйся, ниво неполитая nach Worten von Taras Schewtschenko, 1883
- Zum ewigen Gedenken an Kotliarevsky // На вічну пам'ять Котляревському, nach Worten von Taras Schewtschenko, 1895
- Zum 50. Jahrestag von Schewtschenko // До 50-х роковин Шевченка, basierend auf den Worten von Wolodymyr Samijlenko, 1911

Romanze
- Oh, allein bin ich, allein bin ich // Ой одна я, одна,  Worte von Taras Schewtschenko, 1868
- Der Abend im Dorfe // Садок вишневий коло хати, Worte von Taras Schewtschenko, 1868
- Hetmans, hetmans // Гетьмани, гетьмани, Worte von Taras Schewtschenko, 1872
- Hätte ich Schuhe // Якби мені черевики, Worte von Taras Schewtschenko, 1872
- Durch die Eichen heult der Wind // По діброві вітер виє, Worte von Taras Schewtschenko, 1872
- Milovanka // Милованка, Worte von Adam Mickiewicz, 1881
- Ich hatte ein geliebtes Heimatland // У мене був коханий, рідний край, Worte von Heinrich Heine, 1893[13]
- Vergiss deine Jugend nicht // Не забудь юних днів, Worte von Iwan Franko, 1898
- Ein endloses Feld // Безмежнеє поле, Worte von Iwan Franko, 1898
- Im tristen Frühling // Смутної провесни, Worte von Lessja Ukraijnka, 1909[14]
- Astern // Айстри, Worte von Oleksandr Oles, 1907